# Snoop Dogg (What's My Name Pt. 2)
"Snoop Dogg (What's My Name Pt. 2)" é o primeiro single do quinto álbum de estúdio Tha Last Meal do rapper Snoop Dogg. O single é a continuação do primeiro single solo carreira do rapper Who Am I? (What's My Name?) do álbum Doggystyle.

## Vídeo da musica
O vídeo clipe foi dirigido por Chris Robinson e produzido por Timbaland e Master P. O vídeo conta com uma rapida aparição de Dr. Dre sentado em um sofá ao lado de Snoop Dogg, ambos sendo retratados como cafetões. O refrão da faixa conta com os vocais de Nate Dogg e Lady of Rage.
O vídeo da música foi filmado no Canadá. A introdução do vídeo da música foi filmado em frente ao The Penthouse Gentlemen's Club.

## Desempenho nas paradas
| Paradas (2000)                                 | Melhor posição |
| ---------------------------------------------- | -------------- |
| Estados Unidos (Billboard Hot 100)             | 77             |
| Estados Unidos (Billboard R&B/Hip-Hop Songs)   | 20             |
| Estados Unidos (Billboard R&B/Hip-Hop Airplay) | 21             |
| Estados Unidos (Billboard Radio Songs)         | 69             |
| Estados Unidos (Billboard Rhythmic)            | 11             |
| Países Baixos (Single Top 100)                 | 58             |
| Reino Unido (Official Charts Company)          | 13             |
| Reino Unido (UK R&B Chart)                     | 6              |